# Host (album)
Host  è il settimo album in studio del gruppo musicale britannico Paradise Lost, pubblicato nel 1999 dalla EMI.

## Descrizione
Totalmente diverso dalle altre produzioni della band, quest'album non ha nulla di metal e presenta un rock elettronico ispirato generi e gruppi come i Depeche Mode e Kraftwerk. Fortemente criticato, l'album fu comunque un successo e il gruppo consolidò la sua presenza su reti di massa come MTV, emittente difficilmente accessibile alle vecchie sonorità del gruppo.

## Tracce
1. So Much is Lost – 4:16
2. Nothing Sacred – 4:02
3. In All Honesty – 4:02
4. Harbour – 4:23
5. Ordinary Days – 3:29
6. It's Too Late – 4:44
7. Permanent Solution – 3:17
8. Behind the Grey – 3:13
9. Wreck – 4:41
10. Made the Same – 3:34
11. Deep – 4:00
12. Year of Summer – 4:16
13. Host – 5:12

## Formazione
- Nick Holmes – voce
- Gregor Mackintosh – prima chitarra
- Aaron Aedy – chitarra ritmica
- Steve Edmunson – basso
- Lee Morris – batteria